# Oficina del Derecho de Autor de los Estados Unidos
La Oficina del Derecho de Autor de los Estados Unidos (United States Copyright Office) es una agencia del gobierno de los Estados Unidos y una filial de la Biblioteca del Congreso de los Estados Unidos. La oficina lleva un registro de derechos de autor en los Estados Unidos. Tiene su sede en el cuarto piso del James Madison Memorial Building, en Washington D. C.

## Historia

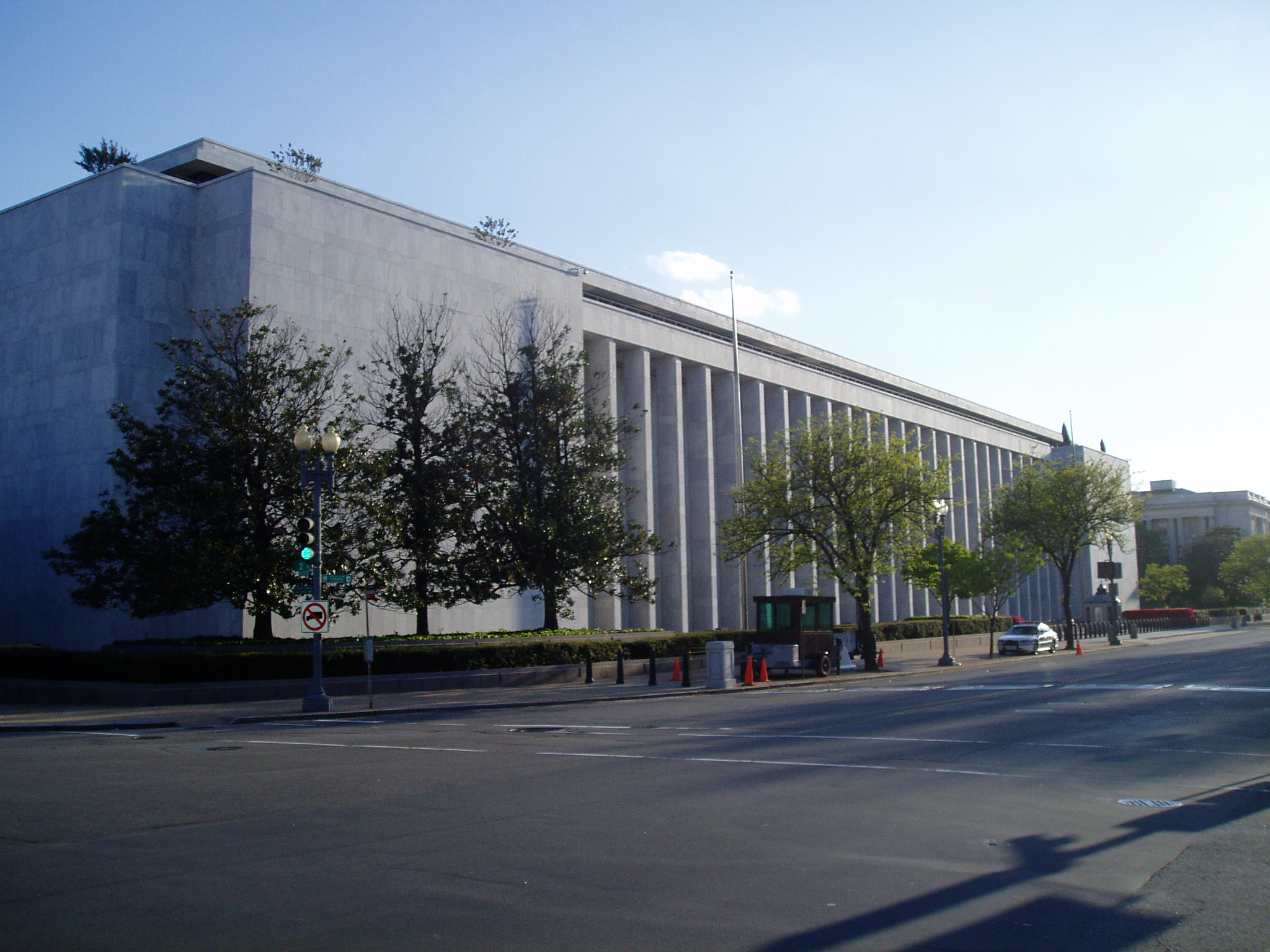
El James Madison Memorial Building, en Washington D. C., donde se encuentra la Oficina del Derecho de Autor de los Estados Unidos.

La Constitución de los Estados Unidos otorga al Congreso el poder de promulgar leyes que establezcan un sistema de derechos de autor en los Estados Unidos. La primera ley federal de derechos de autor, denominada Ley de derechos de autor de 1790 , se promulgó en mayo de 1790 (el primer trabajo se registró en dos semanas). Originalmente, las reclamaciones fueron registradas por secretarios de tribunales de distrito de EE. UU. En 1870, las funciones de derechos de autor se centralizaron en la Biblioteca del Congreso bajo la dirección del entonces Bibliotecario del Congreso Ainsworth Rand Spofford . La Oficina de Copyright se convirtió en un departamento separado de la Biblioteca del Congreso en 1897, y Thorvald Solberg fue nombrado el primer Registro de Derechos de Autor.

## Funciones
La misión de la Oficina de derechos de autor es promover la creatividad mediante la administración y el mantenimiento de un sistema nacional de derechos de autor eficaz. Si bien el propósito del sistema de derechos de autor siempre ha sido promover la creatividad en la sociedad, las funciones de la Oficina de derechos de autor han crecido para incluir lo siguiente:

### Administrar la ley de derechos de autor
La Oficina examina todas las solicitudes y depósitos presentados para el registro de reclamos de derechos de autor originales y de renovación para determinar su aceptabilidad para el registro de conformidad con las disposiciones de la ley de derechos de autor. La Oficina también registra documentos relacionados con la propiedad de los derechos de autor.
La Oficina de derechos de autor registra las descripciones bibliográficas y los datos de derechos de autor de todas las obras registradas. Los archivos mantenidos por la Oficina de Copyright son un registro importante del patrimonio histórico y cultural de los Estados Unidos. Con cerca de 45 millones de tarjetas individuales, el Copyright Card Catalog ubicado en el James Madison Memorial Building comprende un índice de registros de derechos de autor en los Estados Unidos desde 1870 hasta 1977. Los registros posteriores a 1977 se mantienen a través de una base de datos en línea de más de 16 millones de entradas.
Como unidad de servicio de la Biblioteca del Congreso, la Oficina de Derechos de Autor es parte de la rama legislativa del gobierno. La Oficina brinda asesoramiento sobre políticas de derechos de autor al Congreso. A solicitud del Congreso, la Oficina de Derechos de Autor asesora y asiste al Congreso en el desarrollo de políticas de derechos de autor nacionales e internacionales; proyectos de legislación; y prepara estudios técnicos sobre cuestiones relacionadas con el derecho de autor.
El manual Compendio de prácticas de la Oficina de derechos de autor de EE. UU . Documenta las prácticas de la Oficina de derechos de autor en su administración de la ley de derechos de autor.
Una nueva lista de tarifas para ciertos servicios de la Oficina entra en vigencia a partir del 1 de mayo de 2014. Las tarifas de la oficina de derechos de autor se actualizaron por última vez en 2009. Las tarifas aumentaron para ciertos servicios de registro y registro y asociados, así como ciertos servicios de búsqueda y revisión para La FOIA solicita la Ley de Libertad de Información (Estados Unidos) . En mayo de 2014, la Oficina también redujo algunas solicitudes de renovación y tarifas de adición en un esfuerzo por "alentar la presentación de más solicitudes de renovación" y así ayudar a mejorar los registros públicos sobre la propiedad de los derechos de autor.

### Brindar servicios de información al público
La divulgación pública es parte del mandato de la agencia.
La Oficina de derechos de autor proporciona información pública y servicios de referencia sobre derechos de autor y documentos registrados. El público puede mantenerse al tanto de los desarrollos en la Oficina de derechos de autor suscribiéndose a la Oficina de derechos de autor de EE. UU. NewsNet, una lista de correo electrónico gratuita que emite mensajes de correo electrónico periódicos para alertar a los suscriptores sobre audiencias, fechas límite para comentarios, regulaciones nuevas y propuestas, nuevas publicaciones y otros derechos de autor, temas de interés relacionados.

### Biblioteca del Congreso
En 1870, el Congreso aprobó una ley que centralizó el sistema de derechos de autor en la Biblioteca del Congreso. Esta ley requería que todos los propietarios de los derechos de autor de obras distribuidas públicamente depositaran en la Biblioteca dos copias de cada una de esas obras registradas en los Estados Unidos, ya sea un libro, un folleto, un mapa, una impresión o una pieza musical. Al satisfacer las necesidades de información del Congreso, la Biblioteca del Congreso se ha convertido en la biblioteca más grande del mundo y la biblioteca nacional de facto de los Estados Unidos. Este depósito de más de 162 millones de libros, fotografías, mapas, películas, documentos, grabaciones de sonido, programas de computadora y otros elementos ha crecido en gran medida gracias a las operaciones del sistema de derechos de autor, que trae depósitos de todas las obras con derechos de autor a la Biblioteca.

### Deberes
La Oficina de derechos de autor consulta con los propietarios de derechos de autor interesados, representantes de la industria y bibliotecas, colegios de abogados y otras partes interesadas sobre cuestiones relacionadas con la ley de derechos de autor.
La Oficina de Copyright promueve una protección mejorada de los derechos de autor para las obras creativas estadounidenses en el extranjero a través de su Instituto Internacional de Derechos de Autor. Creado dentro de la Oficina de Derechos de Autor por el Congreso en 1988, el Instituto Internacional de Derechos de Autor brinda capacitación a funcionarios de alto nivel de países en desarrollo y recientemente industrializados y fomenta el desarrollo de leyes de propiedad intelectual efectivas y su aplicación en el extranjero.
El sitio web tiene información sobre la nueva legislación relevante sobre derechos de autor y una lista de agentes designados en virtud de la Ley de derechos de autor del milenio digital (DMCA) y la Ley de limitación de responsabilidad por infracción de derechos de autor en línea (OCILLA) e información sobre el sistema de derechos de autor ad hoc del Panel de derechos de autor de arbitraje de derechos de autor (CARP). árbitros de derechos de autor (ahora eliminados y reemplazados por la Junta de derechos de autor ).